# Aloch
Aloch byla středověká tvrz a vesnice, která se nacházela poblíž Bezručovy aleje mezi Lednicí a Valticemi v Jihomoravském kraji. Původní jméno tvrze není doloženo, v historických pramenech se objevují varianty Kuperk nebo Goldberg. První písemná zmínka o osadě pochází z roku 1391, kdy patřila k panství Valtice. Vesnice byla v roce 1571 uváděna jako pustá. Archeologický výzkum datoval osídlení do 12.–15. století.

## Historie
Tvrz vznikla pravděpodobně ve 12. století jako součást kolonizačního procesu na jihu Moravy. Osada Aloch byla poprvé zmíněna roku 1391, kdy ji vlastnili páni z Lichtenštejna. V roce 1424 ji získali Habsburkové spolu s valtickým panstvím. Tvrz i ves byly v průběhu 15. století postupně opuštěny. Poslední písemná zmínka o obci je z roku 1571, kdy je uváděna jako pustá. Předpokládá se, že důvodem opuštění bylo zpustošení během válek nebo nepříznivé přírodní podmínky.

## Archeologický výzkum
Archeologický průzkum oblasti byl proveden v roce 1995, kdy byly nalezeny fragmenty keramiky z období 12.–15. století, železné předměty a uhlíky z ohnišť. Průzkum ukázal, že na místě stávala dřevěná věžovitá stavba chráněná příkopem a valem. Kolem tvrze se nacházela menší zemědělská osada.

## Současný stav
Do současnosti se dochoval pouze nevýrazný pahorek (tvrziště) nacházející se v lesním ostrůvku u vodního toku. Tento potok je v historických mapách uváděn jako Aloch, případně v německých pramenech Alah nebo Allah, a napájí soustavu tzv. Allahových rybníků.

## Galerie

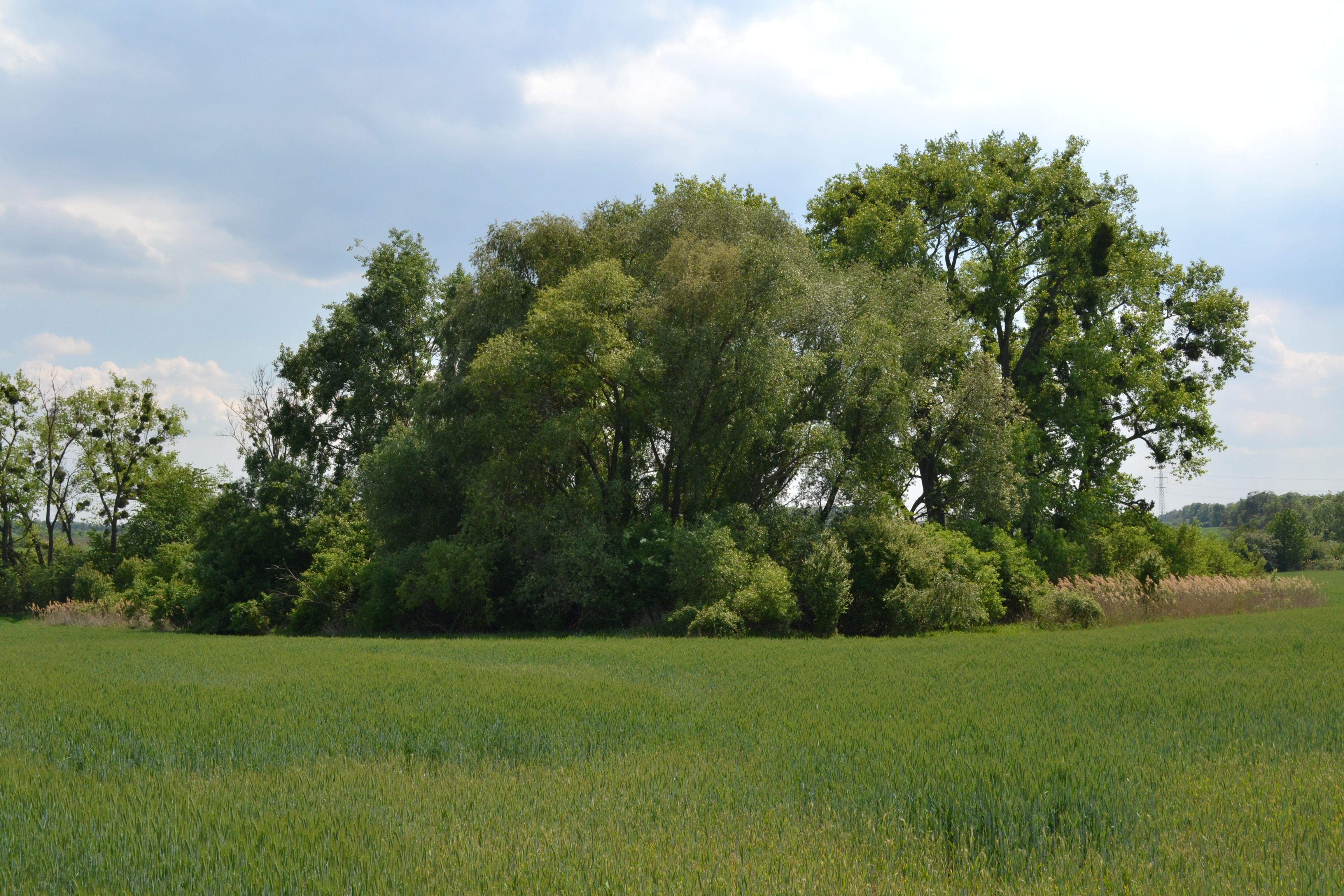
Pohled na tvrziště Aloch od severovýchodu
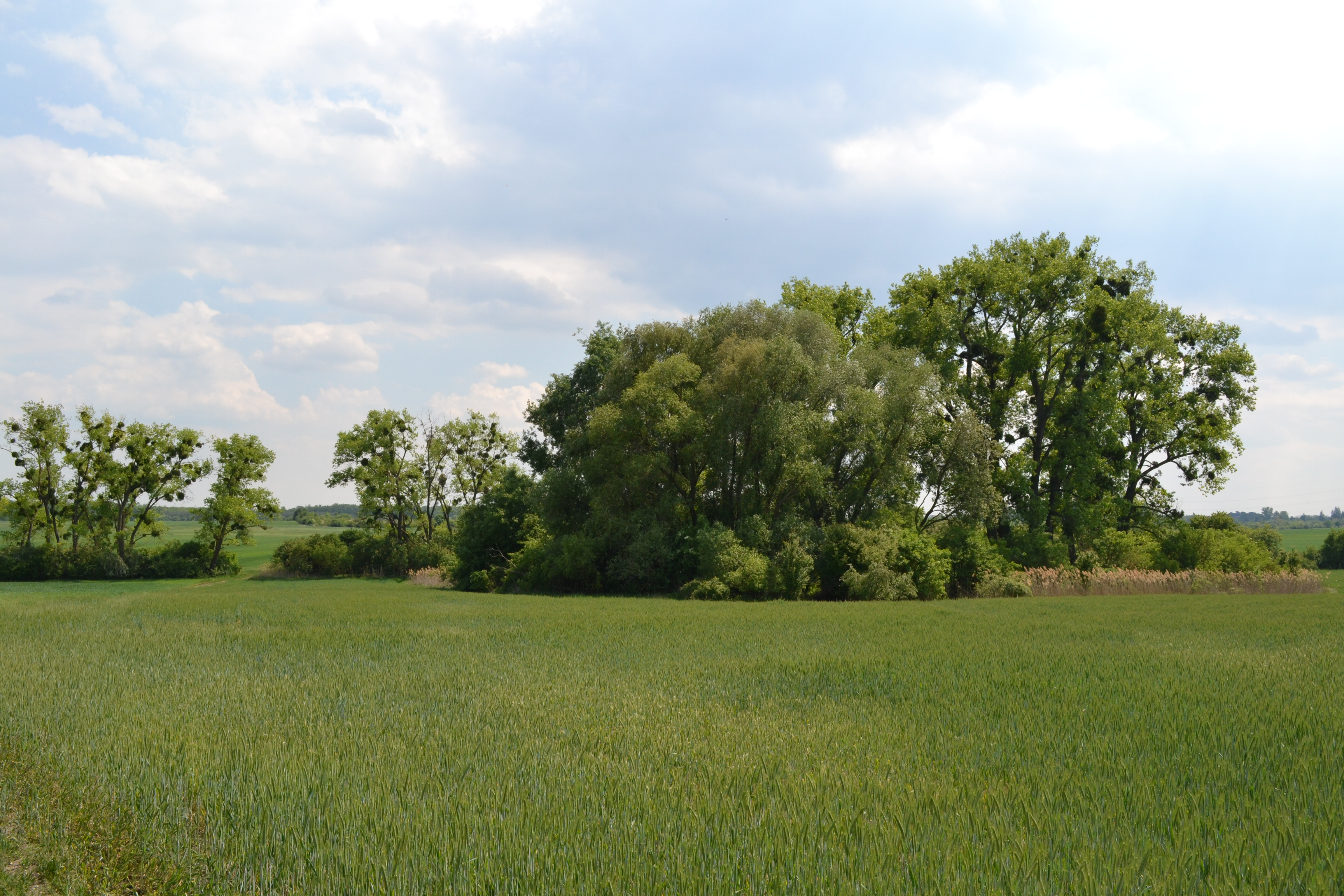
Další pohled na tvrziště od severovýchodu
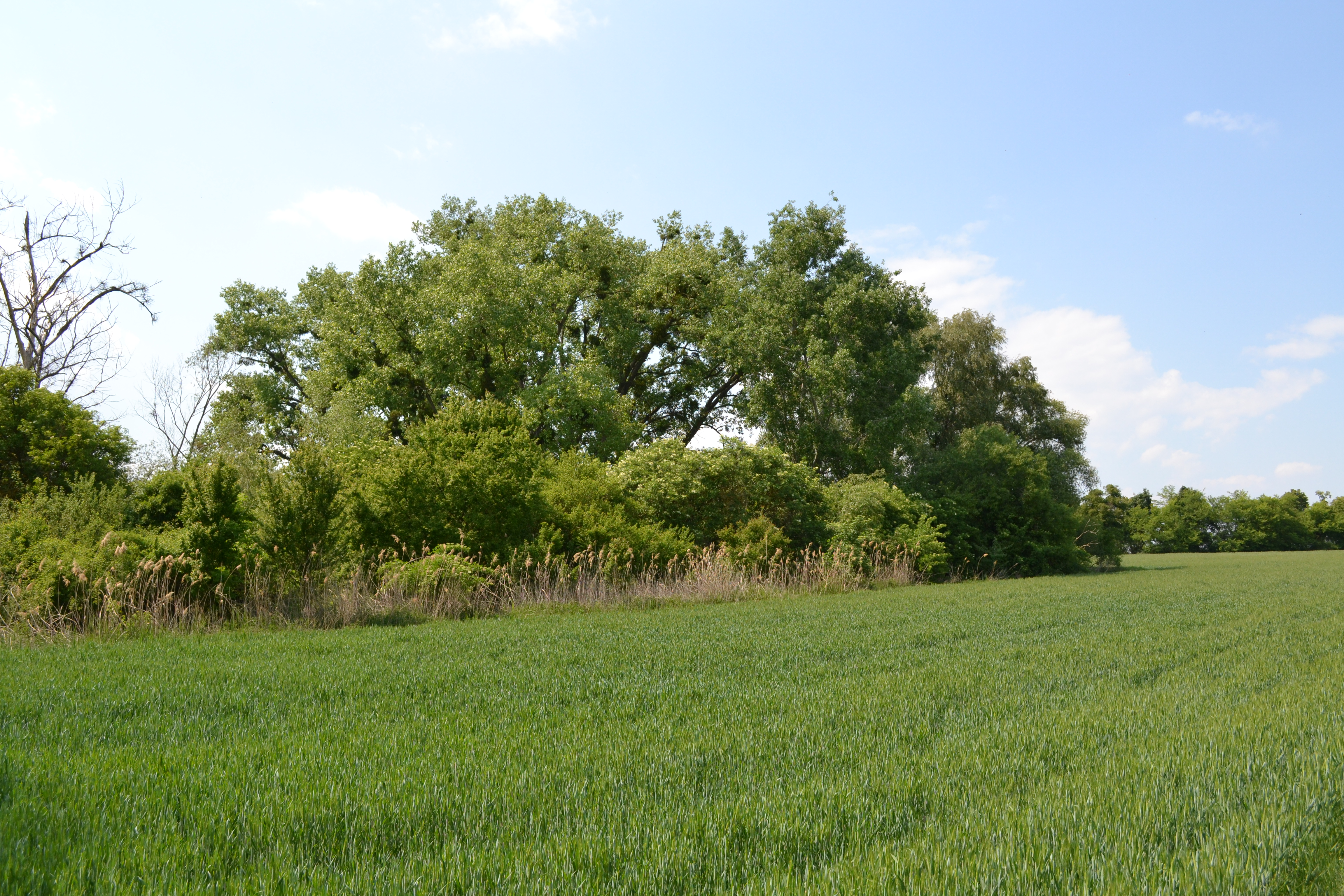
Pohled na tvrziště Aloch od východu